# 土屋士
土屋 士（つちや つかさ、9月14日 - ）は、日本の俳優。東京都出身。製作集団ツチプロ主宰。

## 来歴
1995年＜劇団Studio Life＞所属
1998年＜伊藤正次演劇研究所（現Ito・M・Studio）＞所属
2002年演劇集団＜ツチプロ＞を立ち上げ主宰を務める。
2016年ツチプロ公演「青」では【第24回読売演劇大賞】
優秀演出家賞受賞。同作品をプロデュース・出演する。
病気を機に2019年は映画アカデミー＜ニューシネマワークショップ＞で第25期ADコースを修了。同期のシェークMハリス監督と製作した映画「遠吠え」は2022年に【第17回大阪アジアン映画祭・インディフォーラム部門入選】4月にはシネマロサ新人監督特集 vol.8で一週間のレイトショー公開。同作品をプロデュース・出演する。

## 活動
2020年以降には映画の企画製作、ツチプロ舞台公演を企画予定。

### 映画
◆2024年
「アーバンクロウ」
橋本一郎監督／藤堂役（兼プロデュース）
◆2022年
「かぞく」
澤田石和寛監督／主人公の父親役
◆2021年
「遠吠え」
シェーク・ハリス監督／信者役（兼製作総指揮）
◆2021年
「エッシャー通りの赤いポスト」
園子温監督／梶役
◆2021年
「Ready Set Go」
峯岸パイン監督
◆2020年
「DEAD OR DIE」
神山征二郎監督／社員熊沢役
◆2020年
「時の行路」
神山征二郎監督／社員熊沢役
◆2020年
「ホテルローヤル」
武正晴監督／AD役
◆2020年
「かぞく」
澤田石和寛監督／主人公父親役
◆2020年
「下忍 Genin」
監督／山口義高 主演／寛一郎
◆2020年
「時の行路」
監督／神山征二郎 主演／石黒賢 
◆2018年
「COCKROACH」
金賢奎監督／出演（オープニング映像）※Short Shorts Film Festival & Asia2018 学生部門 優秀賞受賞作品。
◆2018年
「どうしようもない恋の唄」
西海謙一郎監督／サラリーマン
◆2018年
「わるふざけ」
犬竹義行監督／サラリーマン
◆2017年
「誰が、誰で、誰を」
犬竹義行監督／刑事
◆2016年
「ゆずの葉ゆれて」
神園浩司監督／縁日の屋台売り
◆2015年
「アゲイン 28年目の甲子園」
大森寿美男監督／東谷翼（兼野球指導）
◆2015年
「Yes Open」
犬竹義行監督／会社員
◆2013年
「青木ケ原」
新城卓監督／主人公の父親
◆2011年
「学校を作ろう」
神山征二郎監督／軍医検査
◆2009年
「いのちの山河 日本の青空２」
大澤豊監督／農夫
◆2009年
「鶴彬 こころの軌跡」
神山征二郎監督／沖野平吉
◆2008年
「ラストゲーム 最後の早慶戦」
神山征二郎監督／立教大生（兼野球指導）
◆2008年
「空へ 救いの翼」
手塚昌明監督／森豊
◆2007年
「北辰斜にさすところ」
神山征二郎監督／山本隆司（兼野球指導）

### ＴＶ
◆2018年
テレビ朝日 日曜プライム
「深層捜査スペシャル」
◆2016年
WOWOW「沈まぬ太陽」
秘書課長
◆2011年
CX「絶対零度 特殊犯罪潜入捜査」
第10話　捜査官

### ひかりTV
◆2018年
dTVチャンネル「拝み屋怪談」
清水 厚監督／配送員 福山

### ＣＭ
◆2023年
JRA「70周年汎用/HEROがくれたもの」篇
「ホンダカーズ」
「山形銀行」
「セブンイレブン」
◆2022年
「不動産イウエール」
◆2022年
「かんぽ生命」
◆2021年
「Peatix セミナー参加者を探しに篇」「セミナー集客・管理ならPeatix〜バージョン2〜篇」「Peatixは集客できています〜バージョン2篇〜」
◆2021年
「メットライフ生命」
◆2021年
「味の素株式会社・ピュアセレクトマヨネーズ ピュアリレー篇」
◆2020年
「大塚製薬 ポカリスエット web movie 【ポカリ、おくってあげなきゃ。ラグビー篇】」
◆2019年
「マクセルイズミ・下町シェーバー」
◆2018年
「かっぱ寿司 鰤づくし篇」
「かっぱ寿司生キングサーモン篇」
◆2017年
「牛乳石鹸」
「ロト7」
「ゼクシィ 縁結び」
◆2016年
「東京メトロ」
「三菱マテリアル」
「アサヒ飲料」
「富士ゼロックス」
「H.I.S.」
「フォルクスワーゲン」
「ABCマート」
◆2008年
「新ウナコーワクール」
◆2007年
「アリコジャパン」
◆2006年
「大正製薬漢方胃腸薬」
◆2004年
「ホーユー メンズビゲン」
◆2002年
「ファブリカ」
◆2001年
「アデランス」

### スチール・ポスター
◆2019年
「アシックス&ロッテガム」通勤ジム篇
◆2018年
「IQOS」夫婦篇
◆2016年
「BMW」

### ツチプロ主催 舞台公演
◆2016年
ツチプロ第9回公演
「青」
作・夏井孝裕／演出・千葉哲也
（会場：OFF・OFFシアター）
※第24回読売演劇大賞 優秀演出家賞作品
◆2015年
ツチプロリーディング公演
「菊池寛短編集」
演出・土屋士
（会場：南青山MANDALA）
◆2014年
ツチプロ第8回公演
「カップで自分を量るがいい」
作・土田英生／演出・須藤黄英
（会場：OFF・OFFシアター）
◆2013年
ツチプロリーディング公演
「岸田國士を読む」
演出・土屋士
（会場：南青山MANDALA）
◆2012年
ツチプロ第7回公演
「Wife&Husband」
作・岸田國士 菊池寛／演出・和田縁郎
（会場：ワーサルシアター）
◆2008年
ツチプロ第6回公演
「おとこたちのこととそこそこのこと」
作・鈴江敏郎／演出・勝俣稔
（会場：ウエストエンドスタジオ）
◆2007年
ツチプロ第5回公演
「あるいは、天国に一番近い椅子」
作・山口貴士／演出・高須誠
（会場：Ito・M・Studio）
◆2006年
ツチプロ第4回公演
「アーバンクロウ 呼吸もできない」
作・鐘下辰男／演出・竹内修
（会場：ウエストエンドスタジオ）
◆2003年
ツチプロ第3回公演
「算段兄弟」
作・土田英生／演出・勝俣稔
（会場：ウエストエンドスタジオ）
◆2003年
ツチプロ第2回公演
「てのひら」
作・岩脇忠弘／演出・勝俣稔
（会場：ウエストエンドスタジオ）
◆2002年
ツチプロ第1回公演
「ー初恋」
作・土田英生／演出・勝俣稔
（会場：ウエストエンドスタジオ）

### 舞台
◆2024年
ツチプロリーディングアクト公演「白い病」
演出：土屋士（南青山MANDALA）
◆2020年
演劇×映像配信企画「文化庁継続支援事業作品『ハザクラ』」
脚色・演出（南青山マンダラ）
◆2018年
西村まさ彦プロデュース 芝居と歌「Sing with Me」
作・演出／作道雄（南青山マンダラ）
◆2018年
西村まさ彦コミュニケーションwith富山 芝居を創る５
演出（富山市民プラザ アンサンブルホール）
◆2017年
オフィステン公演「海と日傘」
演出・篠原哲雄／作・松田正隆（古民家asagoro）
◆2015年
ツチプロリーディングアクト2公演「菊池寛短編集」
演出・土屋士（南青山MANDALA）
◆2014年
ツツガムシ第5回公演「ペーパープレーン」
作・林竜之介 演出・田中壮太郎（スペース雑遊）

### 外部舞台出演
◆2015年
ラブ☆ガチャ²。〜新ラブ＋ガチャガチャ〜
脚色・構成・演出：芳本 美代子
（会場：シアターグリーン BASE THEATER）
◆2014年
演劇企画体ツツガムシ第5回公演
「ペーパープレーン」
作・林竜之介／演出・田中壮太郎
（会場：スペース雑遊）
◆2005年
伊藤正次追悼 スタジオ公演
「麺麭屋文六の思案」
作・岸田國士  演出・神山征二郎
（会場：Ito・M・Studio）
◆1998年〜2000年
伊藤正次演劇研究所発表会
（Ito・M・Studio）
『外郎売の台詞』作・市川團十郎  演出・伊藤正次
『紙風船』作・岸田國士  演出・伊藤正次
『かんしゃく玉』作・岸田國士  演出・伊藤正次
『可児君の面会日』作・岸田國士  演出・伊藤正次
『空の赤きを見て』作・岸田國士  演出・伊藤正次
『父帰る』作・菊池寛  演出・伊藤正次
◆1995年〜1998年
劇団Studio Life公演
「Beat Pops」作 演出・倉田淳（会場：ウエストエンドスタジオ）
「White」作 演出・倉田淳（会場：ウエストエンドスタジオ）
「ベニスに死す」原作・ルキノ ヴィスコンティ  作 演出・倉田淳（会場：青山円形劇場）
「トーマの心臓」再演　原作・萩尾望都  演出・倉田淳（会場：ベニサンピット）
「トーマの心臓」初演　原作・萩尾望都  演出・倉田淳（会場：ウエストエンドスタジオ）